# Asociación Internacional de Boxeo de Mujeres
La Asociación Internacional de Boxeo de Mujeres (Women's International Boxing Association, WIBA) es un ente fiscalizador del boxeo profesional femenino. Entró en funcionamiento en julio de 2000 y rápidamente se hizo reconocida e importante en este deporte.

## Historia
Fue fundada oficialmente por el estadounidense Ryan Wissow y el colombiano Luis Bello-Diaz. Ryan Wissow es el presidente y propietario de la Asociación y Luis Bello-Diaz encabeza el Consejo Universal de Boxeo (UBC).
WIBA se encuentra muy bien catalogada por su calidad de competencia en los títulos que otorga. Las aspirantes que califican en WIBA son de gran nivel, y la mayoría de las campeonas WIBA se consideran legítimamente las mejores de sus respectivas divisiones de peso.
Ha organizado y representado peleas por el título en América del Sur, Asia, Caribe, Estados Unidos y Europa. WIBA se encuentra representada en más de sesenta países de todo el mundo, teniendo competencias por el título y campeonas en muchas partes del planeta. Da oportunidades a mujeres combatientes de todas las nacionalidades, creando una apertura del deporte a nivel mundial.
La Asociación se encargó de subir el nivel del boxeo profesional femenino, lo que ha ayudado a que se convierta en un deporte profesional respetado, no solo por tener estándares más altos, sino que también ha incluido luchadoras de alto nivel de todo el mundo en sus listas y peleas por el título.
WIBA la primera entidad en establecer una división de 102 libras (46,5 kilogramos) para el boxeo femenino, citando la necesidad de una categoría de peso menor para las mujeres boxeadoras. También se le atribuye la legalización del boxeo profesional femenino en Filipinas, ya que este no era legal a pesar de que la nación tiene un fuerte equipo de boxeo femenino de aficionadas. Ryan Wissow y la WIBA trabajaron con la entidad de  Juegos y Junta de atracciones (GAB), que supervisa los deportes profesionales en Filipinas, para cambiar estas legislaciones restrictivas.
WIBA también alienta combates unificados con otros importantes órganos sancionadores de boxeadoras, como son: IWBF, IFBA y WIBF, así como también el título del Consejo Mundial de Boxeo (CMB) en su versión femenino.

## Tablas de posiciones[4]

### Peso pesado
Campeonas mundiales por año.
| 29-10-2011 | Gwendolyn O'Neil   | G | Pauline London       | Thirst Park, Ruimveldt, Guyana                          | DD  | 10 | 10 |
| 11-09-2010 | Gwendolyn O'Neil   | G | Laura Ramsey         | Fort Myers Skatium, Fort Myers, Florida, Estados Unidos | DU  | 8  | 8  |
| 05-06-2010 | Gwendolyn O'Neil   | G | Verónica Blackman    | Princess Hotel, Georgetown, Guyana                      | DU  | 10 | 10 |
| 10-02-2007 | Vonda Ward         | G | Martha Salazar       | Wolstein Center, Cleveland, Ohio, Estados Unidos        | DM  | 10 | 10 |
| 29-04-2005 | Vonda Ward         | G | Elizabeth Kerin      | Wolstein Center, Cleveland, Ohio, Estados Unidos        | KO  | 2  | 10 |
| 11-07-2003 | Vonda Ward         | G | Martha Salazar       | Civic Center, Canton, Ohio, Estados Unidos              | DU  | 10 | 10 |
| 06-12-2002 | Vonda Ward         | G | Kathy Rivers         | Gund Arena, Cleveland, Ohio, Estados Unidos             | KOT | 8  | 10 |
| 16-07-2002 | Vonda Ward         | G | Mónica McGowan       | Civic Center, Canton, Ohio, Estados Unidos              | DU  | 10 | 10 |
| 29-06-2001 | Flor María Delgado | G | Mariana García       | Buenaventura, Colombia                                  | KOT | 6  | 10 |
| 08-09-2000 | Flor María Delgado | G | María Carranza Tatis | Buenaventura, Colombia                                  | KOT | 4  | 10 |

### Peso semipesado
Campeonas mundiales por año.
| 01-11-2008 | Carlette Ewell      | G | Gwendolyn O'Neil | Sint Maarten                                               | DU  | 10 | 10 |
| 06-06-2008 | Gwendolyn O'Neil    | G | Carlette Ewell   | Sint Maarten                                               | DD  | 10 | 10 |
| 20-08-2005 | Ann Wolfe           | G | Valerie Mahfood  | Isle of Capri Casino, Biloxi, Misisipi, Estados Unidos     | DU  | 10 | 10 |
| 29-05-2004 | Gwendolyn O'Neil    | G | Kathy Rivers     | National Park, Georgetown, Guyana                          | DU  | 10 | 10 |
| 08-05-2004 | Ann Wolfe           | G | Vonda Ward       | Coast Coliseum, Biloxi, Misisipi, Estados Unidos           | KO  | 1  | 10 |
| 14-12-2001 | Jackie Frazier-Lyde | G | Suzette Taylor   | Convention Center, Filadelfia, Pensilvania, Estados Unidos | KOT | 4  | 10 |

### Peso supermedio
Campeonas mundiales por año.
| 05-23-2014 | Nikki Adler       | G | Gifty Amanua Ankrah | Basket Hall, Krasnodar, Rusia                                  | RTD | 8  | 10 |
| 12-01-2013 | Nikki Adler       | G | Edita Lesnik        | Neu-Ulm, Baviera, Alemania                                     | DU  | 10 | 10 |
| 15-03-2008 | Natascha Ragosina | G | Teresa Perozzi      | Hotel Maritim, Magdeburgo, Sajonia-Anhalt, Alemania            | DU  | 10 | 10 |
| 15-12-2007 | Natascha Ragosina | G | Akondaye Fountain   | Anhalt Arena, Dessau, Sajonia-Anhalt, Alemania                 | DU  | 10 | 10 |
| 08-09-2007 | Natascha Ragosina | G | Gardy Pena Álvarez  | Hotel Maritim[cita requerida], Tiergarten, Berlín, Alemania    | KOT | 2  | 10 |
| 03-02-2007 | Laila Ali         | G | Gwendolyn O'Neil    | Emperors Palace, Kempton Park, Gauteng, Sudáfrica              | KOT | 1  | 10 |
| 11-11-2006 | Laila Ali         | G | Shelley Burton      | Madison Square Garden, Nueva York, Nueva York, Estados Unidos  | KOT | 4  | 10 |
| 11-06-2005 | Laila Ali         | G | Erin Toughill       | MCI Center, Washington, Distrito Columbia, Estados Unidos      | KOT | 3  | 10 |
| 11-02-2005 | Laila Ali         | G | Cassandra Giger     | Phillips Arena, Atlanta, Georgia, Estados Unidos               | KOT | 8  | 10 |
| 14-02-2003 | Laila Ali         | G | Mary Ann Almager    | Louisville Gardens, Louisville, Kentucky, Estados Unidos       | KOT | 4  | 10 |
| 08-11-2002 | Laila Ali         | G | Valerie Mahfood     | Stratosphere Hotel & Casino, Las Vegas, Nevada, Estados Unidos | KOT | 8  | 10 |
| 16-11-2001 | Valerie Mahfood   | G | Trina Ortegon       | Centro de Convenciones, Austin, Texas, Estados Unidos          | DU  | 10 | 10 |

### Peso medio
Campeonas mundiales por año.
| 11-02-2012 | Tori Nelson       | G | Vashon Living     | Patriot Center - Universidad George Mason, Fairfax, Virginia, Estados Unidos | DU  | 10 | 10 |
| 20-12-2009 | Wang Ya Nan       | G | Charity Mukami    | Casa Consistorial, Malvern, Victoria, Australia                              | DU  | 10 | 10 |
| 07-11-2008 | Wang Ya Nan       | G | Akondaye Fountain | Gimnasio Sichuan, Chengdu, China                                             | DM  | 10 | 10 |
| 26-01-2008 | Wang Ya Nan       | G | Janaya Davis      | Venetian Casino & Resort, Macao, Macao, Región Adm. Especial De China        | DU  | 10 | 10 |
| 28-07-2007 | Wang Ya Nan       | G | Laura Ramsey      | Wanda Plaza, Shanghái, China                                                 | DU  | 10 | 10 |
| 02-12-2006 | Leatitia Robinson | G | Yvonne Reis       | Moi International Sport Centre, Nairobi, Kenia                               | DM  | 10 | 10 |
| 11-02-2005 | Leatitia Robinson | G | Mónica Núñez      | Phillips Arena, Atlanta, Georgia, Estados Unidos                             | KO  | 1  | 10 |
| 28-02-2004 | Leatitia Robinson | G | Nikki Eplion      | Memorial Field House, Huntington, Virginia Occidental, Estados Unidos        | DU  | 10 | 10 |
| 17-08-2001 | Mary Ann Almager  | G | Trina Ortegon     | Sky City Casino, Acoma, Nuevo México, Estados Unidos                         | KOT | 9  | 10 |
| 20-04-2001 | Mary Ann Almager  | G | Trina Ortegon     | Sky City Casino, Acoma, Nuevo México, Estados Unidos                         | PTS | 10 | 10 |

### Peso superwelter
Campeonas mundiales por año.
| 10-05-2014 | Maria Lindberg   | G | Edita Lesnik       | Europahalle, Karlsruhe, Baden-Württemberg, Alemania                 | KOT | 3  | 10 |
| 27-03-2014 | Mikaela Laurén   | G | Esther Mashiya     | Göta Källare, Estocolmo, Suecia                                     | DU  | 8  | 8  |
| 20-11-2010 | Maria Lindberg   | G | Diane Schwachhofer | Aquisgrán, Nordrhein-Westfalia, Alemania                            | DU  | 10 | 10 |
| 26-12-2008 | Gisselle Salandy | G | Yahaira Hernández  | Jean Pierre Sports Complex, Mucurapo, Trinidad y Tobago             | DU  | 10 | 10 |
| 29-03-2008 | Gisselle Salandy | G | Karolina Łukasik   | Dr Joao Havelange Centre of Excellence, Tunapuna, Trinidad Y Tobago | DU  | 10 | 10 |
| 30-11-2007 | Gisselle Salandy | G | Dakota Stone       | Jean Pierre Sports Complex, Mucurapo, Trinidad Y Tobago             | DU  | 10 | 10 |
| 24-03-2007 | Gisselle Salandy | G | Yvonne Reis        | Skinner Park, San Fernando, Trinidad Y Tobago                       | DU  | 10 | 10 |
| 03-06-2006 | Mary Jo Sanders  | G | Tricia Turton      | The Palace, Auburn Hills, Míchigan, Estados Unidos                  | DU  | 10 | 10 |
| 16-11-2001 | Ann Wolfe        | G | Gina Nicholas      | Centro de Convenciones, Austin, Texas, Estados Unidos               | KOT | 3  | 10 |

### Peso wélter
Campeonas mundiales por año.
| 27-9-2014  | Tori Nelson        | P | Arlene Blencowe     | Annandale, Virginia, Estados Unidos                               | SD  | ?  | 10 |
| 28-06-2014 | Tori Nelson        | G | Nicole Woods        | Du Burns Arena, Baltimore, Maryland, Estados Unidos               | DU  | 10 | 10 |
| 17-05-2014 | Tori Nelson        | G | Mia St. John        | Northern Virginia Community College, Virginia, Estados Unidos     | KOT | 2  | 10 |
| 7-11-2013  | Tori Nelson        | G | Kali Reis           | Martin's Valley Mansion, Cockeysville, Maryland, Estados Unidos   | DU  | 10 | 10 |
| 13-09-2013 | Tori Nelson        | G | Aleksandra Magdziak | Twin River Event Center, Lincoln, Rhode Island, Estados Unidos    | DU  | 10 | 10 |
| 1-10-2011  | Anne Sophie Mathis | G | Cindy Serrano       | Salle Mermoz, Yutz, Moselle, Francia                              | DU  | 10 | 10 |
| 23-06-2011 | Anne Sophie Mathis | G | Olivia Boudouma     | Salle Jean Roure, Les Pennes-Mirabeau, Bouches-du-Rhône, Francia  | KOT | 5  | 10 |
| 20-11-2010 | Jessica Balogun    | G | Loli Muñoz          | Aquisgrán, Nordrhein-Westfalia, Alemania                          | DU  | 10 | 10 |
| 28-08-2009 | Holly Holm         | G | Terri Blair         | Universidad New México Highlands, Nuevo México, Estados Unidos    | DU  | 10 | 10 |
| 5-06-2009  | Holly Holm         | G | Duda Yankovich      | Isleta Casino & Resort, Albuquerque, Nuevo México, Estados Unidos | KOT | 4  | 10 |
| 23-01-2009 | Holly Holm         | G | Myriam Lamare       | Isleta Casino & Resort, Albuquerque, Nuevo México, Estados Unidos | DU  | 10 | 10 |
| 22-03-2007 | Holly Holm         | G | Ann Saccurato       | Isleta Casino & Resort, Albuquerque, Nuevo México, Estados Unidos | DU  | 10 | 10 |
| 03-02-2006 | Mary Jo Sanders    | G | Iva Weston          | Conference Center, Detroit, Míchigan, Estados Unidos              | KOT | 3  | 10 |
| 14-07-2001 | Gina Guidi         | G | Britt Van Buskirk   | Centennial Hall, Hayward, California, Estados Unidos              | DU  | 10 | 10 |

### Peso superligero
Campeonas mundiales por año.
| 05-10-2014 | Rola El-Halabi  | G | Victoria Cisneros   | Ulm, Baden-Württemberg, Alemania                                  | DU  | 10 | 10 |
| 13-06-2013 | Arlene Blencowe | G | Daniella Smith      | Estadio The Trusts, Auckland, Nueva Zelanda                       | DU  | 10 | 10 |
| 17-02-2012 | Esther Phiri    | G | Monalisa Sibanda    | Mulungushi Conference Centre, Lusaka, Zambia                      | KO  | 7  | 10 |
| 29-01-2011 | Esther Phiri    | G | Lely Luz Flórez     | Mulungushi Conference Centre, Lusaka, Zambia                      | DU  | 10 | 10 |
| 29-05-2010 | Esther Phiri    | G | Duda Yankovich      | Mulungushi Conference Centre, Lusaka, Zambia                      | DU  | 10 | 10 |
| 26-03-2010 | Holly Holm      | G | Chevelle Hallback   | Isleta Casino & Resort, Albuquerque, Nuevo México, Estados Unidos | DU  | 10 | 10 |
| 28-11-2009 | Terri Blair     | E | Esther Phiri        | Mulungushi Conference Centre, Lusaka, Zambia                      | DD  | 10 | 10 |
| 15-09-2007 | Duda Yankovich  | G | Liliana Palmera     | Campo Grande, Mato Grosso do Sul, Brasil                          | DU  | 10 | 10 |
| 16-06-2007 | Duda Yankovich  | G | Paola Rojas         | Maksoud Plaza Hotel, Sao Paulo, Brasil                            | DU  | 10 | 10 |
| 17-03-2007 | Duda Yankovich  | G | Belinda Laracuente  | Companhia Athletica Brooklyn, Sao Paulo, Sao Paulo, Brasil        | DU  | 10 | 10 |
| 25-11-2006 | Duda Yankovich  | G | Darys Esther Pardo  | Companhia Athletica Brooklin, Sao Paulo, Sao Paulo, Brasil        | DU  | 10 | 10 |
| 03-12-2004 | Sumya Anani     | G | Stephanie Jaramillo | Auditorio Municipal, Kansas City, Misuri, Estados Unidos          | DU  | 10 | 10 |
| 20-03-2003 | Ana Pascal      | G | Liliana Palmera     | Puerto Colombia, Colombia                                         | DU  | 10 | 10 |
| 30-11-2002 | Ana Pascal      | G | Darys Esther Pardo  | Coliseo Cubierto, Puerto Colombia, Colombia                       | DU  | 8  | 8  |
| 21-06-2002 | Sumya Anani     | G | Jane Couch          | Centro de Convenciones, Waco, Texas, Estados Unidos               | KOT | 4  | 10 |
| 15-12-2001 | Ana Pascal      | G | Darys Esther Pardo  | Arena Panamá Al Brown, Ciudad Colón, Panamá                       | KOT | 5  | 10 |
| 16-11-2001 | Fredia Gibbs    | E | Sumya Anani         | Convention Center, Austin, Texas, Estados Unidos                  | PTS | 10 | 10 |
| 19-05-2001 | Ana Pascal      | G | Liliana Palmera     | Arena Panamá Al Brown, Ciudad Colón, Panamá                       | DU  | 10 | 10 |
| 12-05-2000 | Kathy Collins   | G | Denise Moraetes     | Hotel Adam’s Mark, Tulsa, Oklahoma, Estados Unidos                | DD  | 10 | 10 |

### Peso ligero
Campeonas mundiales por año.
| 26-09-2014 | Melissa St. Vil   | P | Nicole Woods       | Whitehall, Nueva York, Estados Unidos                            | SD  | ?  | 10 |
| 13-12-2013 | Delfine Persoon   | G | Lucía Morelli      | Zaal Forum, Aalst, Flandes Oriental, Bélgica                     | KOT | 10 | 10 |
| 12-01-2013 | Lucía Morelli     | G | Rola El-Halabi     | Neu-Ulm, Baviera, Alemania                                       | DM  | 10 | 10 |
| 14-08-2010 | Melissa Hernández | G | Victoria Cisneros  | Casino Santa Ana Star, Bernalillo, Nuevo México, Estados Unidos  | DU  | 8  | 8  |
| 20-03-2010 | Rola El-Halabi    | G | Mia St. John       | Kuhberg Halle, Ulm, Baden-Württemberg, Alemania                  | KOT | 5  | 10 |
| 05-06-2009 | Rola El-Halabi    | G | Loli Muñoz         | Edwin-Scharff-Haus, Neu-Ulm, Baviera, Alemania                   | DD  | 10 | 10 |
| 10-11-2007 | Emiko Raika       | G | Ann Saccurato      | Shinjuku FACE, Tokio, Japón                                      | DM  | 10 | 10 |
| 15-12-2006 | Emiko Raika       | G | Terri Blair        | Tokio, Japón                                                     | DU  | 10 | 10 |
| 10-06-2005 | Kara Ro           | G | Belinda Laracuente | State Fair Grounds, Detroit, Míchigan, Estados Unidos            | DU  | 10 | 10 |
| 11-12-2003 | Jenifer Alcorn    | G | Melissa Del Valle  | Palace Indian Gaming Center, Lemoore, California, Estados Unidos | DD  | 10 | 10 |
| 11-06-1999 | Jeanne Martínez   | G | Snodene Blakeney   | Casino Magic, Bay Saint Louis, Misisipi, Estados Unidos          | DU  | 10 | 10 |
| 23-11-1993 | Stacey Prestage   | G | Deirdre Gogarty    | Kansas City, Misuri, Estados Unidos                              | PTS | 10 | 10 |

### Peso superpluma
Campeonas mundiales por año.
| 23-05-2014 | Natalia Smirnova     | G | Yarkor Chavez Annan | Basket Hall, Krasnodar, Rusia                                   | KOT | 1  | 10 |
| 12-04-2013 | Ronica Jeffrey       | G | Natasha Spence      | Dover Downs Hotel & Casino, Dover, Delaware, Estados Unidos     | DU  | 8  | 8  |
| 20-04-2012 | Diana Prazak         | G | Fatuma Zarika       | Grand Star Receptions, Altona North, Victoria, Australia        | DU  | 10 | 10 |
| 24-09-2011 | Diana Prazak         | G | Lindsay Garbatt     | Grand Star Receptions, Altona North, Victoria, Australia        | KOT | 9  | 10 |
| 04-02-2011 | Lindsay Garbatt      | G | Jelena Mrdjenovich  | Centro Molson, Barrie, Ontario, Canadá                          | DM  | 10 | 10 |
| 19-11-2010 | Lindsay Garbatt      | G | Jelena Mrdjenovich  | Centro de Conferencias Shaw, Edmonton, Alberta, Canadá          | DD  | 10 | 10 |
| 16-10-2010 | Lindsay Garbatt      | E | Melissa Hernández   | Casino Santa Ana Star, Bernalillo, Nuevo México, Estados Unidos | DM  | 10 | 10 |
| 05-09-2008 | Melissa Hernández    | G | Ela Núñez           | Buffalo Bill's Star Arena, Primm, Nevada, Estados Unidos        | DU  | 10 | 10 |
| 18-11-2005 | Chevelle Hallback    | G | Belinda Laracuente  | Centro de Conferencias Shaw, Edmonton, Alberta, Canadá          | DU  | 10 | 10 |
| 13-03-2005 | Chevelle Hallback    | G | Emiko Raika         | Velfarre, Roppongi, Tokio, Japón                                | DU  | 10 | 10 |
| 12-11-2004 | Yolis Marrugo Franco | G | Patricia Quirico    | Club Santa Rosa, Chajari, Entre Ríos, Argentina                 | DU  | 10 | 10 |
| 02-07-2004 | Chevelle Hallback    | G | Layla McCarter      | Casino Pala, Pala, California, Estados Unidos                   | DU  | 10 | 10 |
| 16-11-2001 | Chevelle Hallback    | E | Snodene Blakeney    | Centro de Convenciones, Austin, Texas, Estados Unidos           | DT  | 3  | 10 |
| 12-08-2000 | Melissa Del Valle    | E | Laura Serrano       | Miccosukee Indian Gaming Resort, Miami, Florida, Estados Unidos | PTS | 10 | 10 |

### Peso pluma
Campeonas mundiales por año.
| 10-05-2014 | Carla Torres         | G | Ronica Jeffrey       | Whitehall Armory, Whitehall, Nueva York, Estados Unidos                | DD  | 10 | 10 |
| 25-10-2013 | Lindsay Garbatt      | G | Jackie Trivilino     | Arsenal de la avenida Washington, Albany, Nueva York, Estados Unidos   | DM  | 10 | 10 |
| 24-08-2013 | Ina Menzer           | G | Goda Dailydaite      | Warsteiner Hockeypark, Mönchengladbach, Nordrhein-Westfalia, Alemania  | DU  | 10 | 10 |
| 16-02-2013 | Amanda Serrano       | G | Wanda Pena Ozuna     | Gran Arena del Cibao, Santiago de los Caballeros, República Dominicana | KOT | 1  | 10 |
| 23-03-2012 | Jelena Mrdjenovich   | G | Lindsay Garbatt      | Centro de Conferencias Shaw, Edmonton, Alberta, Canadá                 | KOT | 1  | 10 |
| 09-12-2011 | Jelena Mrdjenovich   | G | Olivia Gerula        | Centro de Conferencias Shaw, Edmonton, Alberta, Canadá                 | KO  | 9  | 10 |
| 24-04-2010 | Jeannine Garside     | G | Lindsay Garbatt      | Fuller Lake Arena, Chemainus, Columbia Británica, Canadá               | KO  | 3  | 10 |
| 17-12-2008 | Irma Balijagic Adler | G | Jeannine Garside     | Olympic Arena, Sarajevo, Bosnia-Herzegovina                            | DD  | 10 | 10 |
| 04-11-2006 | Jeannine Garside     | G | Laura Serrano        | Centro de Conferencias Shaw, Edmonton, Alberta, Canadá                 | DU  | 10 | 10 |
| 10-12-2005 | Cindy Serrano        | E | Rhonda Luna          | Turning Stone Resort & Casino, Verona, Nueva York, Estados Unidos      | PTS | 10 | 10 |
| 14-05-2005 | Marcela Acuña        | G | Nerys Rincón         | Ce.De.M. N° 2, Caseros, Buenos Aires, Argentina                        | RTD | 2  | 10 |
| 22-01-2005 | Marcela Acuña        | G | María Andrea Miranda | Club Centenario, Formosa, Formosa, Argentina                           | KOT | 3  | 10 |
| 18-09-2004 | Fujin Raika          | G | Melissa Fiorentino   | Kioto, Japón                                                           | DU  | 10 | 10 |
| 23-05-2004 | Fujin Raika          | G | Shelby Walker        | Tokio, Japón                                                           | KOT | 2  | 10 |
| 30-11-2003 | Fujin Raika          | G | Sharon Anyos         | Tokio, Japón                                                           | DM  | 10 | 10 |
| 18-12-2002 | Fujin Raika          | G | Sharon Anyos         | Tokio, Japón                                                           | DD  | 10 | 10 |
| 14-10-2000 | Sharon Anyos         | G | Jo Wyman             | Epicenter, Rancho Cucamonga, California, Estados Unidos                | DU  | 10 | 10 |

### Peso supergallo
Campeonas mundiales por año.
| 06-07-2014 | Shannon O'Connell | G | Bronwyn Wylie         | Grand Star Receptions, Altona North, Victoria, Australia     | DU  | 10 | 10 |
| 24-01-2013 | Jessica Rakoczy   | G | Ada Vélez             | Centro Coca-Cola, Oklahoma City, Oklahoma, Estados Unidos    | DU  | 10 | 10 |
| 19-11-2011 | Lisa Brown        | G | Ángela Marciales      | Queen's Park Oval, Puerto España, Trinidad y Tabago          | KOT | 4  | 10 |
| 07-03-2009 | Lisa Brown        | G | Maribel Santana       | Jean Pierre Sports Complex, Mucurapo, Trinidad Y Tabago      | KOT | 3  | 10 |
| 04-11-2006 | Melissa Hernández | G | Lisa Brown            | Centro de Conferencias Shaw, Edmonton, Alberta, Canadá       | DU  | 10 | 10 |
| 23-06-2006 | Jeannine Garside  | E | Lisa Brown            | Centro de Conferencias Shaw, Edmonton, Alberta, Canadá       | PTS | 10 | 10 |
| 18-11-2005 | Jeannine Garside  | G | Lisa Brown            | Centro de Conferencias Shaw, Edmonton, Alberta, Canadá       | DU  | 10 | 10 |
| 23-09-2005 | Lisa Brown        | G | Jackie Chávez         | Jean Pierre Sports Complex, Mucurapo, Trinidad y Tabago      | DU  | 10 | 10 |
| 26-05-2004 | Marcela Acuña     | G | Daysi Padilla         | Estadio Luna Park, Buenos Aires, Distrito Federal, Argentina | KOT | 1  | 10 |
| 06-12-2003 | Marcela Acuña     | G | Damaris Pinock Ortega | Estadio Luna Park, Buenos Aires, Distrito Federal, Argentina | KOT | 6  | 10 |
| 21-06-2002 | Melissa Del Valle | G | Ada Vélez             | Centro de Convenciones, Waco, Texas, Estados Unidos          | DU  | 10 | 10 |
| 16-11-2001 | Ada Vélez         | G | Mary Ortega           | Centro de Convenciones, Austin, Texas, Estados Unidos        | DU  | 10 | 10 |

### Peso gallo
Campeonas mundiales por año.
| 18-01-2014 | Carolina Rodríguez | G | Simone Da Silva Duarte   | Estadio Enrique Donn Müller, Constitución, Chile        | DU    | 10 | 10 |
| 31-08-2013 | Carolina Rodríguez | G | Ana Lozano               | Estadio Enrique Donn Müller, Constitución, Chile        | DU    | 10 | 10 |
| 05-06-2010 | Shondell Alfred    | G | Corinne Van Ryck DeGroot | Hotel Princess, Georgetown, Guyana                      | KOT   | 4  | 10 |
| 26-09-2009 | Shondell Alfred    | G | Corinne Van Ryck DeGroot | Cliff Anderson Sports Hall, Georgetown, Guyana          | DU    | 10 | 10 |
| 15-04-2006 | Zhang Xiyan        | G | Alicia Ashley            | Chengdu, China                                          | DU    | 10 | 10 |
| 17-01-2004 | Anita Christensen  | G | Ada Vélez                | SAS Radisson, Aarhus, Dinamarca                         | DD    | 10 | 10 |
| 30-10-2003 | Ada Vélez          | E | Lisa Brown               | Casino Seminole, Coconut Creek, Florida, Estados Unidos | PTS   | 10 | 10 |
| 28-06-2003 | Ada Vélez          | G | Delia Gonzalez           | Casino Seminole, Coconut Creek, Florida, Estados Unidos | Desc. | 7  | 10 |
| 20-12-2002 | Ada Vélez          | G | Lakeysha Williams        | American Airlines Arena, Miami, Florida, Estados Unidos | DU    | 10 | 10 |

### Peso supermosca
Campeonas mundiales por año.
| 11-05-2013 | Yoon-Joo Shin        | G | Napaporn Superchamps        | Hoengseong-Gun, Corea Del Sur                                    | DU  | 10 | 10 |
| 29-06-2012 | Rosilette dos Santos | G | María José Núñez            | Centro de Excelência do Basquetebol, S. José dos Pinhais, Brasil | DU  | 10 | 10 |
| 10-12-2011 | Rosilette dos Santos | G | Paulina Cardona             | Centro de Excelência do Basquetebol, S. José dos Pinhais, Brasil | DU  | 10 | 10 |
| 02-07-2011 | Rosilette dos Santos | G | María José Núñez            | Centro de Excelência do Basquetebol, S. José dos Pinhais, Brasil | DU  | 10 | 10 |
| 21-03-2008 | Cheng Jing           | G | Petchsairung Looksaikongdin | Lu Zhou, China                                                   | KOT | 4  | 10 |
| 29-08-2000 | Kathy Williams       | G | Tracy Moulton               | Hotel Sheraton Waikiki, Honolulu, Hawái, Estados Unidos          | DU  | 10 | 10 |

### Peso mosca
Campeonas mundiales por año.
| 18-01-2014 | Keisher McLeod Wells | G | Mónica Flores        | Five Star Banquet, Long Island City, Queens, Nueva York, Estados Unidos | DU  | 10 | 10 |
| 01-09-2012 | Nadia Raoui          | G | Samson Tor Buamas    | Koenig Pilsener Arena, Oberhausen, Nordrhein-Westfalia, Alemania        | DU  | 10 | 10 |
| 13-04-2012 | Nadia Raoui          | G | Eileen Olszewski     | Lanxess-Arena, Cologne, Nordrhein-Westfalia, Alemania                   | DU  | 10 | 10 |
| 02-12-2011 | Nadia Raoui          | G | Oksana Romanova      | SAP-Arena, Mannheim, Baden-Württemberg, Alemania                        | DU  | 8  | 8  |
| 17-12-2010 | Eileen Olszewski     | G | Anastasia Toktaulova | American Airlines Arena, Miami, Florida, Estados Unidos                 | DU  | 8  | 8  |
| 04-04-2009 | Nadia Raoui          | G | María Rosa Tabbuso   | Burg-Waechter Castello, Düsseldorf, Nordrhein-Westfalia, Alemania       | DU  | 10 | 10 |
| 20-12-2008 | Eileen Olszewski     | E | Nadia Raoui          | Hallenstadion, Zúrich, Suiza                                            | PTS | 10 | 10 |
| 28-02-2008 | Eileen Olszewski     | G | Elena Reid           | Roseland Ballroom, Nueva York, Nueva York, Estados Unidos               | DM  | 10 | 10 |
| 31-08-2006 | Elena Reid           | G | Mary Ortega          | Harveys Lake Tahoe, Stateline, Nevada, Estados Unidos                   | DU  | 10 | 10 |
| 14-01-2005 | Melinda Cooper       | G | Anissa Zamarron      | Agua Caliente Casino, Rancho Mirage, California, Estados Unidos         | KOT | 9  | 10 |

### Peso minimosca
Campeonas mundiales por año.
| 26-07-2013 | Jolene Blackshear    | G | Sindy Amador             | Hotel Doubletree, Ontario, California, Estados Unidos           | DD  | 8  | 8  |
| 15-12-2012 | Ju Hee Kim           | G | Ploynapa Sakrungrueng    | Seúl, Corea Del Sur                                             | KOT | 10 | 10 |
| 29-04-2012 | Su-Yun Hong          | G | Fahpratan Looksaikongdin | Templo Chungeui, Yesan Gun, Corea Del Sur                       | KOT | 4  | 10 |
| 30-03-2012 | Ju Hee Kim           | G | Ploynapa Sakrungrueng    | Seúl, Corea Del Sur                                             | KOT | 6  | 10 |
| 29-07-2011 | Anastasia Toktaulova | G | Ria Ramnarine            | Jean Pierre Sports Complex, Puerto España, Trinidad y Tobago    | DU  | 10 | 10 |
| 09-07-2011 | Ju Hee Kim           | G | Fahpratan Looksaikongdin | Wando Farmers and Fisherman Sports, Jeollanam-do, Corea Del Sur | DU  | 10 | 10 |
| 12-02-2011 | Ria Ramnarine        | G | Olga Julio               | Jean Pierre Sports Complex, Puerto España, Trinidad y Tobago    | DD  | 10 | 10 |
| 12-09-2010 | Ju Hee Kim           | G | Jujeath Nagaowa          | Estadio Anyang, Anyang, Corea Del Sur                           | DM  | 10 | 10 |
| 05-09-2009 | Ju Hee Kim           | G | Fahpratan Looksaikongdin | Complejo deportivo Anyang, Anyang, Corea Del Sur                | KOT | 4  | 10 |
| 07-03-2009 | Ria Ramnarine        | G | Nancy Bonilla            | Complejo deportivo Jean Pierre, Mucurapo, Trinidad y Tobago     | KOT | 8  | 10 |
| 28-06-2008 | Ju Hee Kim           | G | Li Hai Li                | Complejo deportivo Anyang, Anyang, Corea Del Sur                | KO  | 5  | 10 |
| 18-06-2006 | Stephanie Dobbs      | E | Dee Hamaguchi            | Remington Park, Oklahoma City, Oklahoma, Estados Unidos         | PTS | 8  | 8  |
| 18-11-2005 | Anissa Zamarron      | G | Maribel Zurita           | Rosedale Ballroom, San Antonio, Texas, Estados Unidos           | DD  | 10 | 10 |
| 19-08-2005 | Maribel Zurita       | G | Sachiyo Shibata          | Auditorio Municipal, San Antonio, Texas, Estados Unidos         | DU  | 10 | 10 |

### Peso paja
Campeonas mundiales por año.
| 02-05-2014 | Samson Tor Buamas | G | Ellenor Maria                 | Central Stadium, Ratchaburi, Tailandia                                  | KOT | 6  | 10 |
| 07-02-2014 | Gretchen Abaniel  | G | Nongnun Mor Krungthepthonburi | Binan City Town Plaza Gymnasium, Binan, Laguna, Filipinas               | KOT | 9  | 10 |
| 08-11-2013 | Samson Tor Buamas | G | Ying Li                       | Sanamluang 2 Market, Bangkok, Tailandia                                 | DU  | 10 | 10 |
| 31-07-2013 | Samson Tor Buamas | G | Alexis Mary Asher             | Ratchasima School, Nakhon Ratchasima, Tailandia                         | DU  | 10 | 10 |
| 27-02-2013 | Samson Tor Buamas | G | Aisah Alico                   | Universidad de Bangkok, Campus de Thonburi, Bangkok, Tailandia          | KO  | 3  | 10 |
| 20-01-2012 | Samson Tor Buamas | G | Li Yun Ting                   | Wat Samanrattanaram, Chachoengsao, Tailandia                            | KO  | 5  | 10 |
| 19-02-2011 | Samson Tor Buamas | G | Gretchen Abaniel              | Sukhothai, Tailandia                                                    | DU  | 10 | 10 |
| 28-07-2010 | Samson Tor Buamas | G | Liu Da Lin                    | Khon Kaen Shoes Warehouse, Khon Kaen, Tailandia                         | DU  | 10 | 10 |
| 18-05-2010 | Samson Tor Buamas | G | Jujeath Nagaowa               | Tapong Central Market, Rayong, Tailandia                                | KOT | 4  | 10 |
| 24-04-2010 | Etsuko Tada       | E | Ria Ramnarine                 | Central Indoor Regional Auditorium, Chaguanas, Trinidad y Tobago        | DM  | 10 | 10 |
| 25-03-2010 | Gretchen Abaniel  | G | Fahpratan Looksaikongdin      | Harbor Garden Tent, Hotel Sofitel Plaza, Pasay, Metro Manila, Filipinas | DU  | 10 | 10 |
| 25-03-2009 | Gretchen Abaniel  | G | Nongbua Lookprai-aree         | Centennial Hall, Hotel Manila, Manila, Metro Manila, Filipinas          | DU  | 10 | 10 |
| 23-10-2008 | Carina Moreno     | G | Jodie Esquibel                | Tachi Palace Hotel & Casino, Lemoore, California, Estados Unidos        | KOT | 9  | 10 |
| 21-08-2008 | Carina Moreno     | G | Yahaira Martínez              | Tachi Palace Hotel & Casino, Lemoore, California, Estados Unidos        | DU  | 10 | 10 |
| 18-11-2007 | Nao Ikeyama       | G | Krisztina Belinszky           | Orange Hall, Okayama, Okayama, Japón                                    | DU  | 10 | 10 |
| 21-09-2006 | Hollie Dunaway    | G | Dee Hamaguchi                 | Casino Ameristar, San Carlos, Misuri, Estados Unidos                    | RTD | 7  | 10 |
| 14-07-2006 | Ria Ramnarine     | G | Stephaney George              | Chaguanas, Trinidad y Tobago                                            | DU  | 10 | 10 |
| 16-02-2006 | Hollie Dunaway    | G | Melissa Shaffer               | Harrah's Casino, Kansas City, Misuri, Estados Unidos                    | DU  | 10 | 10 |
| 28-05-2005 | Ria Ramnarine     | G | Yvonne Caples                 | Jean Pierre Sports Complex, Mucurapo, Trinidad y Tobago                 | DD  | 10 | 10 |
| 16-12-2004 | Hollie Dunaway    | G | Terri Moss                    | Garibaldi's Night Club, Doraville, Georgia, Estados Unidos              | DU  | 10 | 10 |
| 18-09-2004 | Yuko Sodeoka      | E | Yvonne Caples                 | Kioto, Japón                                                            | PTS | 10 | 10 |